# ФК Карпати Лавов
ФК Карпати Лавов (укр. Футбольний клуб «Карпаты» Львов) је украјински фудбалски клуб из Лавова. Тренутно наступа у Премијер лиги Украјине. Основан је 1963. године.